# جيل ليبور
جيل ليبور (مواليد 27 أغسطس 1966) (بالإنجليزية: Jill Lepore)‏ مؤرخة أمريكية، أستاذة في جامعة هارفارد.
تكتب في مجلة النيويوركر، حيث ساهمت فيها منذ عام 2005. وتدور كتاباتها عن التاريخ الأمريكي والقانون والأدب والسياسة الأمريكية.